# Ceylonthelphusa savitriae
Ceylonthelphusa savitriae là một loài giáp xác trong họ Parathelphusidae.